# Стефан Стайчев
 Тази статия е за българския офицер.  За българския режисьор вижте Стефан Стайчев (режисьор).  
Стефан Димитров Стайчев е български офицер, полковник от артилерията, началник на отделение в 5-и артилерийски полк през Балканската (1912 – 1913) и Междусъюзническата война (1913), командир на 5-и артилерийски полк и на 4-та артилерийска бригада през Първата световна война (1915 – 1918).

## Биография
Стефан Стайчев е роден на 25 август 1868 г. в Ески Джумая (дн. Търговище), Османска империя. През 1887 г. завършва в 9-и випуск на Военното на Негово Княжеско Височество училище, на 7 ноември е произведен в чин подпоручик и зачислен в артилерията. На 7 ноември 1890 г. е произведен в чин поручик, а на 2 август 1895 в чин капитан. През 1900 г. капитан Стайчев служи като командир на батарея от 5-и артилерийски полк. На 27 септември 1904 е произведен в чин майор, през 1911 служи в 9-и артилерийски полк, а на 22 септември 1912 е произведен в чин подполковник.
По време на Балканската (1912 – 1913) и Междусъюзническата война (1913) подполковник Стайчев е началник на отделение в 5-и артилерийски полк. В началото на 1915 г. е помощник-командир на 5-и артилерийски полк.
През Първата световна война (1915 – 1918) подполковник Стефан Стайчев е командир на 5-и артилерийски полк, за която служба съгласно заповед № 679 по Действащата армия е награден с Военен орден „За храброст“ III степен, 2 клас, която награда е потвърдена съгласно заповед № 355 по Министерството на войната. Командва също така и 4-та артилерийска бригада, като през 1916 г. е произведен в чин полковник.
Полковник Стефан Стайчев е уволнен от служба на 16 ноември 1918 година. Умира на 5 ноември 1927 г.

## Военни звания
- Подпоручик (7 ноември 1887)
- Поручик (7 ноември 1890)
- Капитан (2 август 1895)
- Майор (27 септември 1904)
- Подполковник (22 септември 1912)
- Полковник (1916)

## Образование
- Военно на Негово Княжеско Височество училище (до 1887)

## Награди
- Военен орден „За храброст“ IV степен, 2 клас
- Военен орден „За храброст“ III степен, 2 клас (1918/1921)
- Орден „Св. Александър“ IV степен с мечове по средата
- Народен орден „За военна заслуга“ на обикновена лента
- Орден „За заслуга“ на обикновена лента